# Molly McCloskey

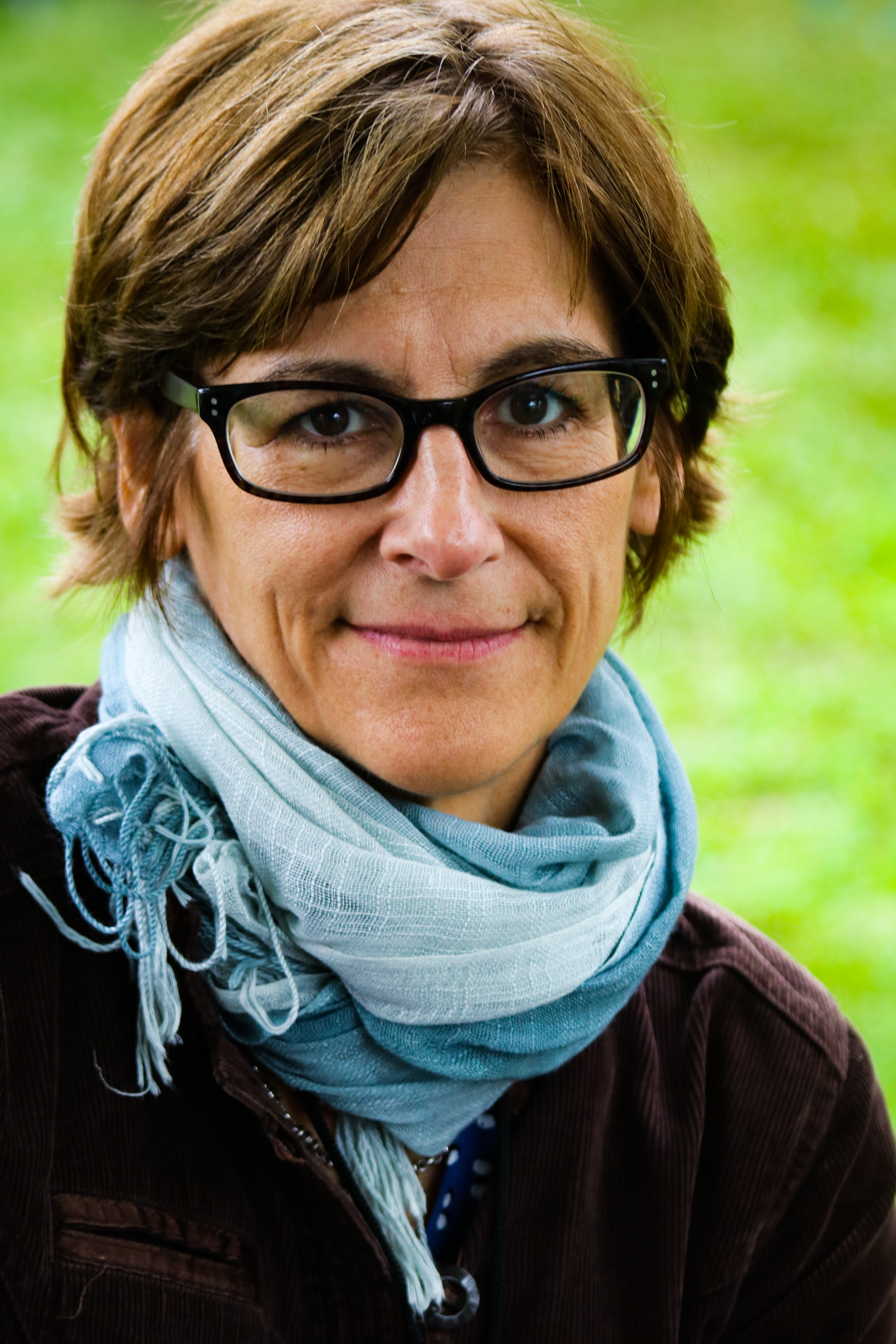
Molly McCloskey (2018)

Molly McCloskey (* 1964 in Philadelphia, Pennsylvania, USA) ist eine US-amerikanische Autorin, die seit 1989 in Irland lebt.

## Leben
McCloskey ist die Tochter des bekannten Basketballtrainers Jack McCloskey und verbrachte die ersten Lebensjahre in North Carolina, USA, wo ihr Vater die Wake Forest Demon Deacons trainierte. Nachdem ihr Vater 1972 Trainer der Portland Trail Blazers in Portland (Oregon) wurde, zog die Familie nach Oregon um. Später studierte sie mit Hilfe eines Sportstipendiums an der katholischen Saint Joseph’s University in Philadelphia.
1989 zog McCloskey nach Irland um, heiratete dort und ließ sich in Sligo nieder. 1998 kehrte sie für einige Zeit nach Philadelphia zurück, ging jedoch danach nach Dublin, um dort am University College Dublin den Abschluss als Master of Philosophy zu machen. Sie lebt heute (2012) noch in Dublin.
Mc Closkey schreibt regelmäßig Kritiken für The Irish Times und publiziert Artikel für The Guardian, Elle und The Dublin Review. 2009/2010 war sie Gastdozentin am Dubliner Trinity College und  unterrichtete im Rahmen des Master of Philosophy-Studienprogramms im Fach Creative Writing. Für das Außenministerium Irlands arbeitet sie im Rapid Response Corps, das in Krisengebieten in Notfallsituationen zum Einsatz kommt. So arbeitete sie zum Beispiel im Kosovo und in Kenia am Stützpunkt der Vereinten Nationen, der die Hilfe für Somalia koordinierte.

## Veröffentlichungen
- 1997: Solomon's Seal.
- 2002: The Beautiful Changes.
  - 2008: ins Deutsche übersetzt von Hans-Christian Oeser: Schöne Veränderungen. Roman. Steidl Verlag, Göttingen, ISBN 978-3-86521-779-0.
- 2006: Protection.
  - 2009: ins Deutsche übersetzt von Hans-Christian Oeser: Wie wir leben. Roman. Steidl Verlag, Göttingen, ISBN 3-86521-329-4.
- 2011: Circles Around the Sun: In Search of a Lost Brother.
  - 2011: ins Deutsche übersetzt von Hans-Christian Oeser: Liebe, Erzählungen, Steidl Verlag, Göttingen, ISBN 978-3-86930-232-4.[1]
- deutsch von Hans Christian Oeser: Starke Sonne, Schwacher Mond, Steidl Verlag, Göttingen 2015, ISBN 978-3-86930-943-9.